# Reactor de membrana

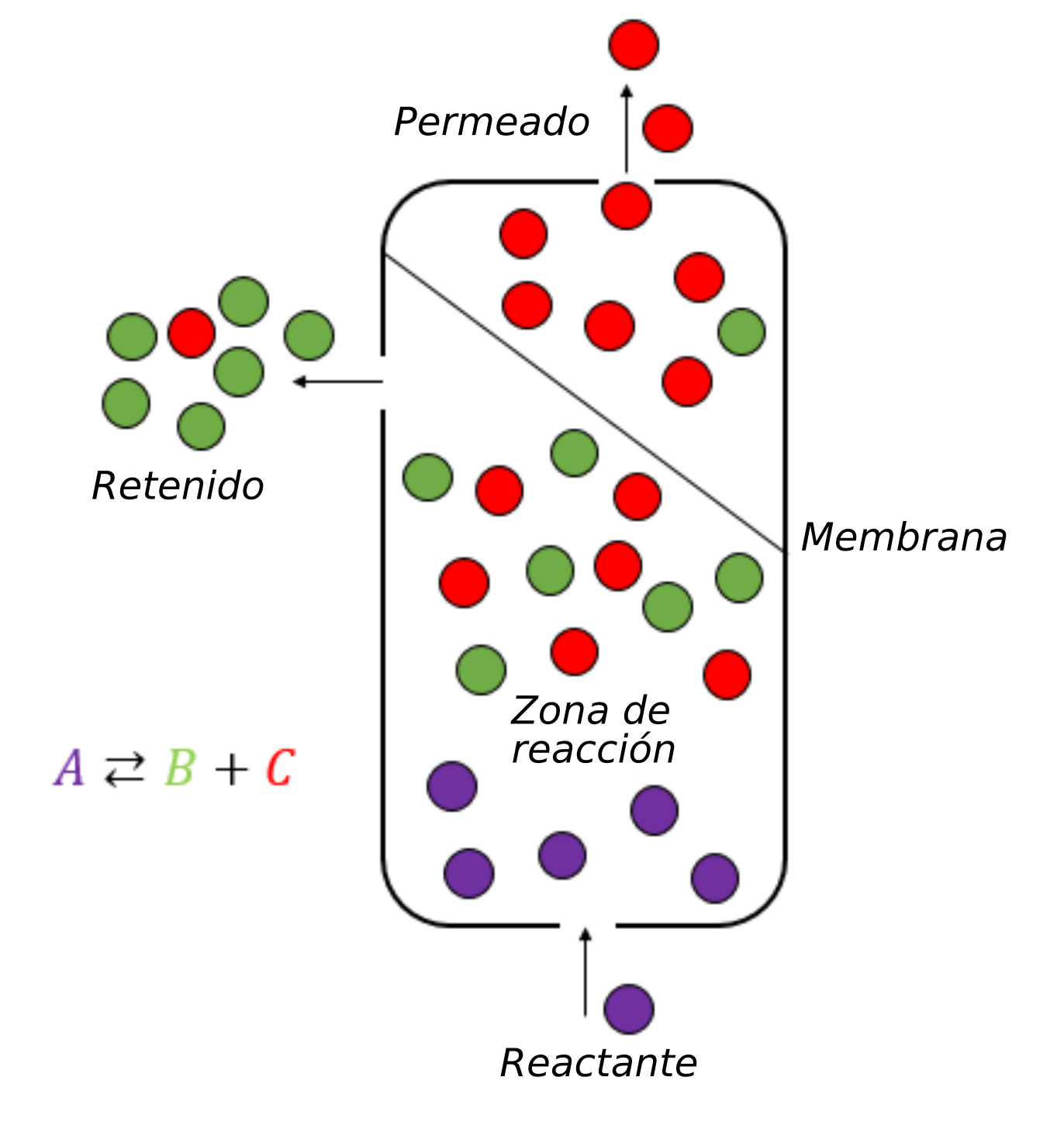
Esquema de un reactor de membrana

Un reactor de membrana es un dispositivo físico que combina un proceso de conversión química con un proceso de separación por membrana para añadir reactivos o eliminar productos de la reacción.
Los reactores químicos que utilizan membranas suelen denominarse reactores de membrana. La membrana puede utilizarse para diferentes tareas
- Separación
  - Extracción selectiva de productos
  - Retención del catalizador
- Distribución/dosificación de un reactivo
- Soporte de catalizador (a menudo combinado con distribución de reactivos)

Los reactores de membrana son un ejemplo de combinación de dos operaciones unitarias en un solo paso, por ejemplo, la filtración por membrana con la reacción química.La integración de la sección de reacción con la extracción selectiva de un reactivo permite una mejora de las conversiones en comparación con el valor de equilibrio. Esta característica hace que los reactores de membrana sean adecuados para llevar a cabo reacciones endotérmicas limitadas por el equilibrio.

## Beneficios y aspectos críticos
Las membranas selectivas dentro del reactor aportan varias ventajas: la sección del reactor sustituye a varios procesos posteriores. Además, la eliminación de un producto permite superar las limitaciones termodinámicas.De este modo, es posible alcanzar mayores conversiones de los reactantes u obtener la misma conversión con una temperatura más baja.
Las reacciones reversibles suelen estar limitadas por la termodinámica: cuando las reacciones directas e inversas, cuya velocidad depende de las concentraciones de reactantes y productos, están equilibradas, se alcanza un estado de equilibrio químico.Si la temperatura y la presión son fijas, este estado de equilibrio limita la relación entre las concentraciones de productos y reactivos, lo que impide alcanzar conversiones más elevadas.
Este límite puede superarse eliminando un producto de la reacción: de este modo, el sistema no puede alcanzar el equilibrio y la reacción continúa, alcanzando mayores conversiones (o la misma conversión a menor temperatura)
Sin embargo, existen varios obstáculos para una comercialización industrial debido a las dificultades técnicas para diseñar membranas con estabilidades largas y debido a los elevados costes de las membranas.Además, falta un proceso que lidere la tecnología, aunque en los últimos años se haya aplicado con éxito a la producción de hidrógeno y a la deshidrogenación de hidrocarburos.

## Configuraciones de los reactores

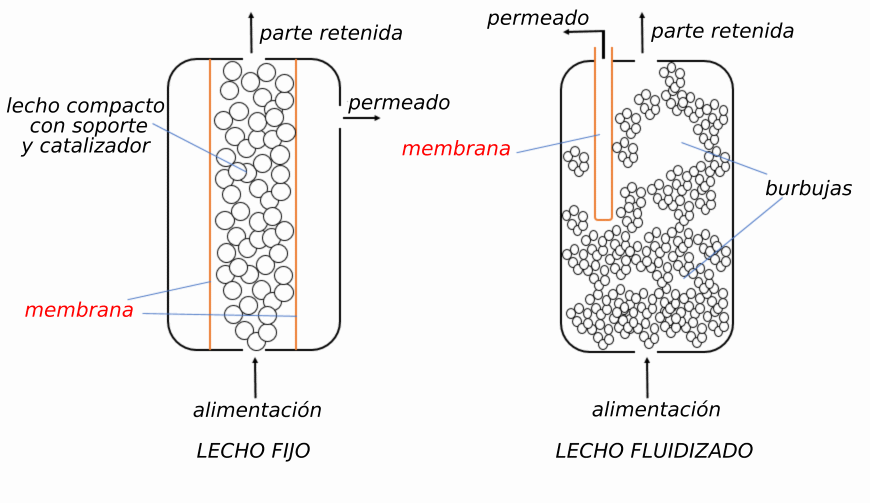
Reactores de membrana de lecho fluidizado y de lecho empacado

En general, los reactores de membrana pueden clasificarse en función de la posición de la membrana y de la configuración del reactor.Normalmente hay un catalizador en el interior: si el catalizador está instalado en el interior de la membrana, el reactor se denomina reactor catalítico de membrana (CMR);si el catalizador (y el soporte) están empaquetados y fijos en el interior, el reactor se denomina reactor de membrana de lecho empaquetado; si la velocidad del gas es lo suficientemente alta y el tamaño de las partículas es lo suficientemente pequeño, se produce la fluidización del lecho y el reactor se denomina reactor de membrana de lecho fluidizado.Otros tipos de reactor toman el nombre del material de la membrana, por ejemplo, reactor de membrana de zeolitas.
Entre estas configuraciones, en los últimos años se ha prestado mayor atención, sobre todo en la producción de hidrógeno, a las de lecho fijo y lecho fluidizado: en estos casos el reactor estándar se integra simplemente con membranas dentro del espacio de reacción.

## Reactores de membrana para la producción de hidrógeno
Hoy en día, el hidrógeno se utiliza principalmente en la industria química como reactivo en la producción de amoníaco y la síntesis de metanol, y en los procesos de refinería para el hidrocraqueo. Además, existe un interés creciente por su uso como vector energético y como combustible en pilas de combustible.
En la actualidad, más del 50% del hidrógeno se produce a partir del reformado con vapor del gas natural, debido a los bajos costes y al hecho de que se trata de una tecnología madura. Los procesos tradicionales se componen de una sección de reformado con vapor, para producir gas de síntesis a partir del gas natural, dos reactores de cambio de gas a agua que mejoran el hidrógeno en el gas de síntesis y una unidad de adsorción por cambio de presión para la purificación del hidrógeno.Los reactores de membrana suponen una intensificación del proceso al incluir todas estas secciones en una sola unidad, con ventajas tanto económicas como medioambientales.

### Membranas para la producción de hidrógeno
Para ser adecuadas para la industria de producción de hidrógeno, las membranas deben tener un alto flujo, una alta selectividad hacia el hidrógeno, un bajo coste y una gran estabilidad. Entre las membranas, las inorgánicas densas son las más adecuadas, ya que tienen una selectividad varios órdenes de magnitud mayor que las porosas. Entre las membranas densas, las metálicas son las más utilizadas debido a sus mayores flujos en comparación con las cerámicas.
El material más utilizado en las membranas de separación de hidrógeno es el paladio, en particular su aleación con la plata. Este metal, aunque es más caro que otros, presenta una solubilidad muy elevada frente al hidrógeno.
El mecanismo de transporte del hidrógeno dentro de las membranas de paladio sigue un mecanismo de solución/difusión: la molécula de hidrógeno se adsorbe en la superficie de la membrana, luego se divide en átomos de hidrógeno; estos átomos atraviesan la membrana por difusión y luego se recombinan de nuevo en molécula de hidrógeno en el lado de baja presión de la membrana; a continuación, se desorbe de la superficie de la membrana.
En los últimos años, se han realizado varios trabajos para estudiar la integración de membranas de paladio dentro de reactores de membrana de lecho fluidizado para la producción de hidrógeno

## Otras aplicaciones

### Biorreactores de membrana para tratamiento de aguas residuales
En los últimos años, se han realizado varios trabajos para estudiar la integración de membranas de paladio dentro de reactores de membrana de lecho fluidizado para la producción de hidrógeno

### Reactores electroquímicos de membrana ecMR
La producción de cloruro (Cl2) y sosa cáustica NaOH a partir de NaCl se lleva a cabo industrialmente mediante el proceso cloro-álcali utilizando una membrana de polielectrolito conductora de protones. Se utiliza a gran escala y ha sustituido a la electrólisis de membrana. El nafión se ha desarrollado como membrana bicapa para soportar las duras condiciones durante la conversión química.

### Sistemas biológicos
En los sistemas biológicos, las membranas cumplen una serie de funciones esenciales. La compartimentación de las células biológicas se consigue mediante membranas. La semipermeabilidad permite separar reacciones y entornos de reacción. Varias enzimas están unidas a la membrana y, a menudo, el transporte de masa a través de la membrana es activo y no pasivo como en las membranas artificiales, lo que permite a la célula mantener gradientes, por ejemplo, mediante el transporte activo de protones o agua.
El uso de una membrana natural es el primer ejemplo de utilización para una reacción química. Utilizando la permeabilidad selectiva de la vejiga de un cerdo, se pudo eliminar el agua de una reacción de condensación para desplazar la posición de equilibrio de la reacción hacia los productos de condensación según el principio de Le Châtelier.

### Exclusión por tamaño: Reactor de membrana enzimática
Como las enzimas son macromoléculas y a menudo difieren mucho en tamaño de los reactivos, pueden separarse mediante filtración por membrana de exclusión por tamaño con membranas artificiales de ultra o nanofiltración. Esto se utiliza a escala industrial para la producción de aminoácidos enantiopuros mediante la resolución racémica cinética de aminoácidos racémicos derivados químicamente. El ejemplo más destacado es la producción de L-metionina. La ventaja de este método sobre otras formas de inmovilización del catalizador es que no se altera la actividad ni la selectividad de las enzimas, ya que permanece solubilizado.
El principio puede aplicarse a todos los catalizadores macromoleculares que puedan separarse de los demás reactivos mediante filtración. Hasta ahora, sólo se han utilizado de forma significativa las enzimas.

### Reacción combinada con pervaporación.
En la pervaporación, se utilizan membranas densas para la separación. En las membranas densas, la separación se rige por la diferencia del potencial químico de los componentes en la membrana. La selectividad del transporte a través de la membrana depende de la diferencia de solubilidad de los materiales en la membrana y de su difusividad a través de la membrana. Por ejemplo, para la eliminación selectiva de agua mediante el uso de membranas lipofílicas. Esto se puede utilizar para superar las limitaciones termodinámicas de la condensación, por ejemplo, las reacciones de esterificación mediante la eliminación de agua.

### Dosificación: oxidación parcial de metano a metanol
En el proceso STAR para la conversión catalítica de metano del gas natural con oxígeno del aire, a metanol por oxidación parcial.
2CH 4 + O 2 {\displaystyle \rightarrow } 2CH3OH .
La presión parcial de oxígeno tiene que ser baja para evitar la formación de mezclas explosivas y suprimir la reacción sucesiva a monóxido de carbono, dióxido de carbono y agua. Esto se consigue utilizando un reactor tubular con una membrana selectiva de oxígeno. La membrana permite la distribución uniforme del oxígeno, ya que la fuerza motriz para la permeación del oxígeno a través de la membrana es la diferencia de presiones parciales en el lado del aire y en el lado del metano.